# Хендрік Вітбоой
Хендрік Вітбоой (нама Hendrik Witbooi; близько 1840 — 19 листопада 1905, Фальграс, Південно-Західна Африка) — вождь племені нама, який організував повстання проти німецької колоніальної адміністрації.
Національний герой Намібії. Його портрет поміщений практично на всіх купюрах Намібії.

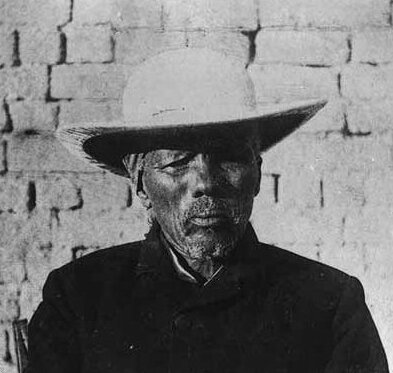
Вождь народу нама Хендрік Вітбоой

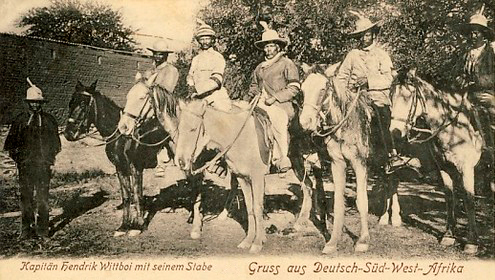
Нама — лідер Хендрік Вітбoой (в центрі) та його товариші

## Біографія
Хендрік Хендрік Вітбоой був третім сином вождя племені Мозеса Кідо Вітбооя (1810—1888). Народився на півдні нинішньої Намібії приблизно в 1840 році і був хрещений разом з дружиною Лєною в 1868 році. У нього було 7 синів і 5 дочок.
У 1888 році став вождем племені.

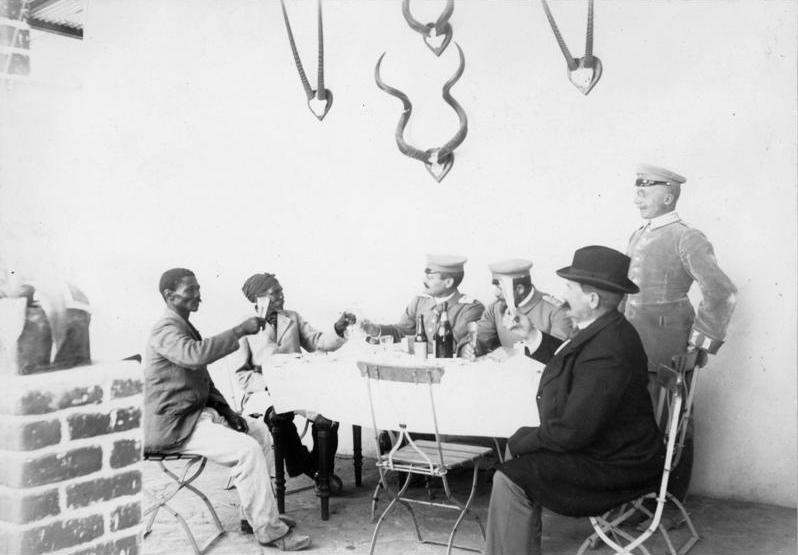
Хендрік Вітбоой на зустрічі з німецьким кайзером. Віндгук, 1896.

Боровся за владу з вождем хобобен (вельдшундрагерів) Яном Йонкером Африканером (своїм дядьком), а також з вождем гай-кауун («червоного народу») Манессе Норесебом.
У 1892–1893 роках вів збройну боротьбу проти німців. Однак в 1894 році підписав з німецькою владою договір «про охорону та дружбу», за яким був зобов'язаний надавати їм землі, худобу і озброєних воїнів. За наказом німців воював проти племені гереро.

### Повстання народу нама під проводом Вітбооя
3 жовтня 1904 року в південній частині країни почалося повстання готтентотів на чолі з Хендріком Вітбооем і Якобом Моренго. Цілий рік Вітбоой, аж до своєї загибелі, вміло керував боями. Після загибелі Вітбооя 29 жовтня 1905 року повстанці, розділившись на дрібні групи, продовжували партизанську війну аж до 1907 року. До кінця цього ж року велика частина повсталих повернулася до мирного життя, так як вони були змушені забезпечувати їжею свої сім'ї, а партизанські загони, які залишилися, були незабаром витиснені за межі сучасної Намібії — в Капську колонію, яка належала англійцям.
Після придушення повстання, велика частина нама була переселена в посушливі безплідні райони, що стало причиною скорочення їхньої чисельності. У 1907 році землі гереро і готтентотів були конфісковані, їхня громадська і племінна організація скасована.